# Ava Beck
Ava Beck (* 7. August 2008) ist eine australische Tennisspielerin.

## Karriere
Ava Beck begann mit fünf Jahren das Tennisspielen. 2022 war sie Finalistin der Australian Invitational Masters bei den U14.
2023 gewann sie im August und September die beiden J30 Oceania Open Junior Championships in Lautoka und South Australia Junior International in Adelaide sowie die Adelaide Junior International Championships.
2024 erhielt sie im Januar eine Wildcard für die Qualifikation zum Juniorinneneinzel der Australian Open, wo sie sich aber trotz ihres 6:2, 3:6 und 6:4 Sieges in der ersten Runde über Gaia Maduzzi nicht für das Hauptfeld qualifizieren konnte. Ende März gewann sie das J100 Canberra und im August das J200 Sydney, die Oceania Closed Junior Championships. Sie war Teil der Juniorinnen-Nationalmannschaft, die Australien beim Juniorinnen-Billie Jean King Cup vertrat. Im Dezember gewann Beck den Titel bei den nationalen Australischen Meisterschaften der U18. Beck sicherte sich so eine Wildcard für ein australisches WTA-Turnier.
2025 startete sie mit einer Wildcard in der Qualifikation zum Hauptfeld im Dameneinzel der Hobart International, ihrem ersten Turnier auf der WTA Tour. Dort musste sie aber mit 0:6 und 0:6 eine klare Niederlage gegen ihre Erstrundengegnerin Wang Xiyu einstecken.

## Auszeichnung
Im Oktober 2024 wurde sie als junior female athlete of the year bei den Tennis Victoria player awards ausgezeichnet.